# Jan Regulski
Jan Regulski herbu Rawicz (ur. ok. 1760 w Marcinowie k. Lubartowa, zm. 28 lipca 1807 w Warszawie) – gliptyk i medalier czasów stanisławowskich, kolekcjoner.

## Życiorys
Pochodził ze zubożałej gałęzi rodu Falk-Regulskich. Imiona rodziców nie są znane, nie wiadomo też czym zajmował się jego ojciec. Talent chłopca odkryli dwaj zamożni ziemianie z okolicy, Stanisław Kostka Potocki i Ignacy Potocki, zobaczywszy wykonaną przez niego szydłem i scyzorykiem z pestki oliwkowej gemmę przedstawiającą gniazdo ptasie z pisklętami, i zapłacili mu edukację w szkołach krajowych i później dalsze szkolenie w Rzymie i Neapolu, które trwało do 1780 roku. W czasie pobytu w Italii Regulski wyspecjalizował się w gliptyce, ale nauczył się także medalierstwa i grawerki.
W roku 1783, najprawdopodobniej zaprotegowany przez swych mecenasów braci Potockich, Regulski otrzymał stanowisko na dworze królewskim jako intendent kolekcji medali i innych zbiorów Stanisława Augusta. Chcąc stworzyć w stolicy Akademię Sztuk Pięknych, król planował powierzenie mu kierownictwa zbiorów antyków, ale gdy do powstania nowej uczelni nie doszło, mianował artystę inspektorem mennicy warszawskiej. Największe sukcesy odniósł Regulski w rzeźbieniu gemm: z wizerunkiem króla na podarunki, rodziny królewskiej, oraz różnych osobistości mitycznych, historycznych i współczesnych. Jako artysta rzeźbiarz reprezentował klasycyzm. Działał także jako grawer medali okolicznościowych: wykonał np. medal z portretem króla na awersie dla uczczenia rozpoczęcia budowy kościoła Św. Opatrzności i medal-dar wojska dla księcia Józefa.
19 kwietnia 1794 Regulski przyłączył się do insurekcji kościuszkowskiej. Niektóre źródła insynuują, że należał wówczas do polskich jakobinów. Niebawem postawiono go przed sądem pod zarzutem podżegania ludu stolicy do egzekucji targowiczan i uczestnictwa w linczowaniach, ale po rozprawie w Sądzie Najwyższym został uniewinniony.
Po III rozbiorze i rozpoczęciu panowania pruskiego w Warszawie Regulski zyskał przychylność króla Fryderyka Wilhelma II i wyjechał w 1795 roku do Berlina, mianowany kustoszem królewskich kolekcji. Król wysłał go do Italii w celu poczynienia zakupów antyków, które miały wzbogacić berlińską kolekcję. Gdy Regulski powrócił do pruskiej stolicy, królem był już Fryderyk Wilhelm III; nowy monarcha, pozbawiony jakiegokolwiek zainteresowania sztuką, odmówił zapłacenia za nabyte zbiory i Regulski pojechał z nimi w roku 1798 do Warszawy, gdzie poświęcił się twórczości artystycznej i powiększaniu swej kolekcji.
Żonaty z Marianną Chmielewską, Regulski miał troje dzieci, spośród których wyróżnił się najstarszy syn Stanisław, tłumacz i poeta. Po śmierci Stanisława zbiory Jana Regulskiego uległy rozproszeniu. Niestety na ogół nie sygnował swych gem i drobnych rzeźb, jedynie medale, więc trudno jest dociec, które z zachowanych w polskich muzeach gem i kamei są jego dziełem. Pochowany został na warszawskich Powązkach, być może w pobliżu późniejszego grobu krewnego, płk. Józefa Falk-Regulskiego (16, IV).